# 1990-es Formula–1 San Marinó-i nagydíj
A San Marinó-i nagydíj volt az 1990-es Formula–1 világbajnokság harmadik futama.

## Futam
San Marinóban a brazíliai időmérőhöz hasonló eredmény született: Senna indult Berger, Patrese és Boutsen előtt.
Bár Senna megtartotta a rajtnál a vezetést, néhány kör után egy kő került a kerekébe, emiatt kicsúszott a kavicságyba és kiesett. Boutsen, miután a rajtnál megelőzte Patresét, a 2. körben Bergert is lekörözte. Miután Senna kiesett, a belga vette át a vezetést, de motorja elfüstölt a 18. körben. Az élre Berger került, de Mansell elkezdte támadni a vezető helyért. A brit megpróbálta megelőzni Bergert, de megpördült. Ferrarija nem ütközött neki semminek, így Mansell nem veszített pozíciót sem, de hamarosan motorhiba miatt kiesett. A boxkiállások második hullámánál Nannini Prost elé került. Patrese utolérte Bergert, és az 51. körben megelőzte. Az olasz megtartotta vezető helyét, és győzött Berger, Nannini és Prost előtt.
|         | Rsz. | Versenyző          | Csapat                | Körök | Idő/Kiesések | Rajthely | Pontok |
| ------- | ---- | ------------------ | --------------------- | ----- | ------------ | -------- | ------ |
| 1       | 6    | Riccardo Patrese   | Williams-Renault      | 61    | 1:30:55,478  | 3        | 9      |
| 2       | 28   | Gerhard Berger     | McLaren-Honda         | 61    | +5,117       | 2        | 6      |
| 3       | 19   | Alessandro Nannini | Benetton-Ford         | 61    | +6,240       | 9        | 4      |
| 4       | 1    | Alain Prost        | Ferrari               | 61    | +6,843       | 6        | 3      |
| 5       | 20   | Nelson Piquet      | Benetton-Ford         | 61    | +53,112      | 8        | 2      |
| 6       | 4    | Jean Alesi         | Tyrrell-Ford          | 60    | +1 kör       | 7        | 1      |
| 7       | 11   | Derek Warwick      | Lotus-Lamborghini     | 60    | +1 kör       | 10       |        |
| 8       | 12   | Martin Donnelly    | Lotus-Lamborghini     | 60    | +1 kör       | 11       |        |
| 9       | 26   | Philippe Alliot    | Ligier-Ford           | 60    | +1 kör       | 16       |        |
| 10      | 25   | Nicola Larini      | Ligier-Ford           | 59    | +2 kör       | 20       |        |
| 11      | 24   | Paolo Barilla      | Minardi-Ford          | 59    | +2 kör       | 26       |        |
| 12      | 36   | Jyrki Järvilehto   | Onyx-Ford             | 59    | +2 kör       | 25       |        |
| 13      | 29   | Éric Bernard       | Larrousse-Lamborghini | 56    | Kuplunghiba  | 13       |        |
| Kiesett | 14   | Olivier Grouillard | Osella-Ford           | 52    | Kerék        | 22       |        |
| Kiesett | 2    | Nigel Mansell      | Ferrari               | 38    | Motorhiba    | 5        |        |
| Kiesett | 35   | Gregor Foitek      | Onyx-Ford             | 35    | Motorhiba    | 23       |        |
| Kiesett | 8    | Stefano Modena     | Brabham-Judd          | 31    | Fékhiba      | 14       |        |
| Kiesett | 22   | Andrea de Cesaris  | Dallara-Ford          | 29    | Kerék        | 17       |        |
| Kiesett | 15   | Maurício Gugelmin  | Leyton House-Judd     | 24    | Elektronika  | 12       |        |
| Kiesett | 5    | Thierry Boutsen    | Williams-Renault      | 17    | Motorhiba    | 4        |        |
| Kiesett | 30   | Szuzuki Aguri      | Larrousse-Lamborghini | 17    | Kuplunghiba  | 15       |        |
| Kiesett | 27   | Ayrton Senna       | McLaren-Honda         | 3     | Kerék        | 1        |        |
| Kiesett | 21   | Emanuele Pirro     | Dallara-Ford          | 2     | Kicsúszás    | 21       |        |
| Kiesett | 16   | Ivan Capelli       | Leyton House-Judd     | 0     | Ütközés      | 18       |        |
| Kiesett | 3    | Nakadzsima Szatoru | Tyrrell-Ford          | 0     | Ütközés      | 19       |        |
| Kiesett | 33   | Roberto Moreno     | Euro Brun-Judd        | 0     | Gázadagoló   | 24       |        |
| NI      | 23   | Pierluigi Martini  | Minardi-Ford          |       | Baleset      |          |        |
| NK      | 10   | Alex Caffi         | Arrows-Ford           |       |              |          |        |
| NK      | 9    | Michele Alboreto   | Arrows-Ford           |       |              |          |        |
| NK      | 7    | David Brabham      | Brabham-Judd          |       |              |          |        |
| NeK     | 31   | Bertrand Gachot    | Coloni-Ford           |       |              |          |        |
| NeK     | 34   | Claudio Langes     | Euro Brun-Judd        |       |              |          |        |
| NeK     | 39   | Bruno Giacomelli   | Life                  |       |              |          |        |
| NeK     | 17   | Gabriele Tarquini  | AGS-Ford              |       |              |          |        |
| NeK     | 18   | Yannick Dalmas     | AGS-Ford              |       |              |          |        |

## Statisztikák
Vezető helyen:
- Ayrton Senna: 3 (1-3)
- Thierry Boutsen: 14 (4-17)
- Gerhard Berger: 33 (18-50)
- Riccardo Patrese: 11 (51-61)

Riccardo Patrese 3. győzelme, Ayrton Senna 44. (R) pole-pozíciója, Alessandro Nannini 2. leggyorsabb köre.
- Williams 43. győzelme.

David Brabham első versenye.